# 大阪テレビ放送
大阪テレビ放送株式会社（おおさかテレビほうそう、略称 OTV）は、かつて存在した日本のテレビジョン放送局である（放送法上は一般放送事業者、現：民間特定地上基幹放送事業者）。
1956年（昭和31年）に西日本で最初に開局した民間のテレビ局であった。1959年（昭和34年）6月に当時ラジオ単営局であった朝日放送（ABC、法人としては現在の朝日放送グループホールディングス、放送事業者としては現在の朝日放送ラジオ〈ABCラジオ〉）と合併し、一時期ラテ兼営局となった同局のテレビジョン放送部門の後身である朝日放送（ABC TV）の源流にあたる。

## 概要
朝日新聞社、毎日新聞社、および当時いずれもラジオ単営局であった朝日放送（ABC、法人としては現在：朝日放送グループホールディングス〈ABCHD〉）、新日本放送（NJB、現在：毎日放送〈MBS〉、法人としては現在：MBSメディアホールディングス〈MBSHD〉）の4社が合弁して設立したテレビ局。1956年12月1日に本放送を開始した。
社章は朝日・毎日の両紙上で公募されたなかから選ばれた"OTV"の文字を幾何学的に合成したマークが採用され、そのデザインから「猫の目」と呼ばれていた。また、数種類あるテストパターンのひとつには社章を目の位置に配した猫のイラストが用いられていた。
東京地区での民放最先発の日本テレビ（NTV）と同様に、大阪市内各所に「街頭テレビ」を設置してテレビの普及に努めた。VTRの本格導入や富士山頂からの中継など、技術運用において先例のない試みを行った。
他局とのネットワーク契約はなかったが、NTVとラジオ東京（KRT、現在：TBS）と番組の売買を行った。同日に開局した、中部日本放送（現在：CBC）と共同歩調を採り、発局である在京局に対して電波料が有利な条件になる様にしていた。ニュース素材は独自取材の素材が大半であったが、東京からKRTの「東京テレニュース」、名古屋から「CBCニュース」の素材を利用した。
読売テレビ（ytv）開局後、NTVの番組はほぼ流れなくなり、KRTの番組をもっぱらネットした。
なお大阪テレビ放送は地上波本放送を行なったテレビ局で唯一、他社と合併した会社である。
読売新聞社の正力松太郎は日本初の民間放送テレビ局を1日でも早く開局させるため（実現はしなかったがNHKより早く開局させる計画だった）、同業他社である朝日新聞、毎日新聞の協力を取り付け、大手新聞3社（読売・朝日・毎日）の共同出資の下で日本テレビ放送網を開局させた。日本テレビ放送網は大阪地区にも放送免許を申請していたが、「東京地区は読売新聞」「大阪地区は朝日新聞と毎日新聞」に民間テレビ第1局の主導権を譲るという密約があったとされ、「日本テレビ大阪放送局」として開局していたとしても、大阪テレビとほぼ同じ経営形態だったとされる。また、大阪読売新聞社の務臺光雄は正力から「5年間は我慢してくれ」と言われており、「大阪地区のテレビ放送」のことだと理解していた。

## 沿革
脚注が付されている内容以外は、社史「Album OTV」のデータに基づく。
- 1952年（昭和27年）
  - 8月 - NJB新日本放送、毎日新聞社、ABC朝日放送、朝日新聞社の4社共同で「大阪テレビジョン放送」の名で、テレビ免許を申請。
  - 12月24日 - 第1回設立委員会[8]。
- 1953年（昭和28年）
  - 3月 - 大阪テレビ設立準備委員会を設置。
  - 8月6日[8] - 社名を「大阪テレビ放送株式会社」と定め、略称を「OTV」と正式決定。
  - 12月25日 - 第1回発起人会[8]。
- 1954年（昭和29年）
  - 2月3日 - テレビ予備免許取得。
  - 5月25日 - 会社設立。
- 1956年（昭和31年）
  - 7月28日 - 社屋竣工。
  - 10月18日 - 試験電波発射開始。
  - 10月30日 - テレビ放送本免許取得（JOBX-TV 6ch）。10月30日、顔だしの試験放送実施。担当は稲田英子アナ。
  - 11月1日 - 午後0時55分から、午後2時5分まで、第1回サービス放送を開始。
  - 12月1日 - 午前9時30分から、テレビ放送を開始。
- 1957年（昭和32年）
  - 8月12日 - 民間放送では初となる、全国高等学校野球選手権大会テレビ実況放送を開始。
  - 11月25日 - カラー設備を持つ、第3スタジオ完成。
  - 12月6日 - 田中角栄郵政大臣（当時）より、ABCとの合併を勧告される。
- 1958年（昭和33年）
  - 4月28日 - 日本で初めて2インチVTRを、米アンペックス社から導入する（本社、東京支社各1台）。
  - 6月1日 - 日本で初めてVTRによる映像合成を使った番組『ちんどん屋の天使』（テレビドラマ）を放送する。
  - 6月8日 - 『京都南座中継』にて、2回目のVTR録画による番組を放送。日本のテレビ史上、VTRを使用した初めてのネット番組となる[9]。
  - 7月7日 - 富士山頂からのテレビ生中継に成功。高地からの生中継で世界記録。
  - 8月1日 - KRT、北海道放送（HBC）、CBC、ラジオ九州（RKB・現在：RKB毎日放送）の5局で、ニュースネットワーク協定に調印。
  - 8月1日 - MBSへの転出社員移籍開始。
  - 8月28日 - 讀賣テレビ放送（ytv）の開局に伴い、NTV制作の番組のほとんどが移動した。
  - 12月8日 - CM用第4スタジオ完成。
  - 12月23日 - ABCとの合併契約に調印。
- 1959年（昭和34年）
  - 1月26日 - OTVにおけるMBSの出資分をABCが肩代わりし、MBS側役員は翌日OTVから退陣した。
  - 3月1日 - 「朝日放送大阪テレビ」に名称変更し、略称を「ABC-OTV」とした。コールサインをJOBX-TVからJONR-TVに変更。新聞番組表での表記は「朝日OTV」。
  - 6月1日 - ABCと合併し、「朝日放送テレビ」として放送開始。その後、ABCは認定放送持株会社体制への移行に伴う組織再編で再び単営局化する2018年までの59年間、ラジオ・テレビジョン兼営会社であった。

## スタジオ
「朝日放送の12年」より。
- 第1スタジオ（100坪）… プロレス試合が行われたことがある
- 第2スタジオ（60坪）…　開局当初は40坪だった[10]
- 第3スタジオ（100坪）…　カメラは常置されていない　開局当初は存在しなかったが、将来的に増設する予定で準備されていた[10]
- 第4スタジオ … CM用　開局当初は存在しなかった[10]

## 試験放送、サービス放送時
1956年（昭和31年）10月30日の試験放送開始時、OTVの局アナ第1期のひとりである稲田英子（元ラジオ三重アナウンサー）はこの日、会社からの緊急電報を受けて呼び出されたが、アナウンスが顔出しであるということを知らされておらず、純白のブラウスと、こげ茶色のスカートを着用して放送に臨んだため、ハレーションを起こし、顔半分が暗く見えてしまう状態となった。
サービス放送は11月1日から開始した。初日に放送された「フィルムポエジー・OTVの塔」は、フィルムの現像がテレビ放送用には暗すぎて失敗。翌日再び調整して放送した。数日ごとに段階を追って、放送時間、番組数などを増やす一方、11月3日には東京六大学野球連盟の試合をラジオ東京から、11月9日にはNTVから、丹頂化粧品協賛の日米野球 読売ジャイアンツ対ブルックリン・ドジャーズの試合をネット放送するなど、営業活動を開始していた。サービス放送最終日にはNTVに向けてプロレス試合番組をネット送出し初売り上げを記録した。

## 合併の経緯
開局当初から、ABCとNJBは独自に、テレビ放送を開始する事が計画されていた。
新日本放送の高橋信三が小林一三に相談した所、小林が「くじで決めるのが一番だ。くじというのは神の声だ」といい、それを聞いた高橋はNJB社長の杉道助に進言。後日、杉とABCの飯島幡司の両代表者が、大阪市内のホテルの一室でジャンケンを行い、くじ引きをして、どちらかが免許申請をして、もう片方がOTVと合併をするか決め、その結果NJBが免許申請を行い、ABCがOTVと合併する事になったと言われているが、実際にそこに立ち会った人の証言がなく、確証は得られていない。
また、この説については、ABC側（特に原清）が「面白おかしくした話で信用しがたい」と否定している。原によれば、OTVはABCに合併させるつもりであったという事である。
一方で、当時の電波行政を掌握していたのは郵政大臣であった田中角栄であり、田中に、朝日新聞社の当時の電波担当役員であった永井大三が「福岡は、九州朝日放送にテレビ免許を与えて欲しい。大阪は、朝日放送と大阪テレビを合併させて欲しい。その代わり、名古屋は他社との合弁会社へのテレビ免許の付与も止むを得ない」と陳情し、毎日新聞社の実力者であった田中香苗（のち同社社長）が、田中角栄に「大阪は新日本放送へテレビ免許を与えてほしい」と陳情したのに対し、田中角栄は「テレビ免許はラジオ局に降ろすのでは無い。新聞社に降ろすのだ。どうしても、新日本放送にと言うのなら、新日本放送から（別途、大関西テレビの開局に携わっていた）阪急資本を追い出せ」と対応したとされる。
なお、この合併についてはOTV社長の鈴木剛は当初から反対していた。合併協議の場にはくわえられなかった。

## 大阪テレビ消滅とその後
- OTVがABCに合併したことに伴い、ABCのテレビ部門がKRTのネットワークに加わった。毎日放送も当初はKRT系列局として開局を目論み、KRTに出稿していた各スポンサーを説得していたが、1958年（昭和33年）11月の開局直前、KRTの今道潤三常務（当時。のちTBS社長、会長を歴任）から「ラジオ東京は大阪テレビ放送とネットワークを組んでいるので、毎日放送へは番組を送ることが出来ない」と断られ[18]、1959年（昭和34年）3月1日に開局を延期した上で、日本教育テレビ（NETテレビ。現在：テレビ朝日）[19]とネットワークを組まざるを得なくなった。
- MBSテレビがネットワークを組んだ、NETテレビのニュース番組は朝日新聞が全面的に制作を請け負う事になったが、大阪ではMBSにネットされ、毎日新聞系のMBSが素材提供の形で制作に参加していた。3社ニュース版「毎日新聞ニュース」がTBSからMBSに、「朝日新聞ニュース」が1964年（昭和39年）より、NETからABCにそれぞれ裏送りされていた。このねじれ現象は新聞社の側から「腸捻転」と呼ばれ、1975年（昭和50年）3月31日に解消するまで続いた。田中角栄はこの「腸捻転」が発生したことに気付き、その解消に腐心する事となる。
- 旧OTVの本社社屋は合併後、ABC堂島社屋（朝日放送テレビ社屋）となり、1966年（昭和41年）に大淀社屋へ移転するまで、引き続きテレビ放送を行った[20]。ただし、移転先が大淀に決定するまでは、堂島社屋を拡張して中之島からABC本社とラジオ部門を移転して集約する案や、福島区の大阪大学病院の跡地（1993年（平成5年）に阪大病院が移転後、2008年（平成20年）にABCが移転したが、1960年代から既に阪大病院自体の移転計画があった）に移転するという案があった。
- 生駒山上の親局送信所は現在地とは異なり、生駒山上遊園地の飛行塔に隣接していた。ABC合併後も長らく使用されたが、1978年（昭和53年）に移転され現在は建物はそのまま居抜きでエキサイティングゲームコーナーとなっている。飛行塔を利用した場合、この建物屋上にあった鉄塔跡の痕跡が見える。
- OTVの略称は後に、沖縄テレビ放送の略称となった。コールサインのJOBX-TV（地上デジタル放送開始後はJOBX-DTV）は1959年（昭和34年）のABCへの合併後、34年間に渡って使われていなかったが、1993年（平成5年）に開局した大分朝日放送（OAB）に再交付された。
- 2018年（平成30年）4月1日にABCが認定放送持株会社体制への移行に伴う組織改編を行い、テレビ事業も非上場事業会社「朝日放送テレビ株式会社」として分社化。それに伴う放送免許を新会社に移行した[21]。これにより、1959年（昭和34年）にOTVを吸収合併して以来、約60年ぶりにABCのテレビ事業が単営局での運営に戻る形となる[22]。ただし、コールサインは上述の通りJOBX-DTVがOABに再度割り当てられているため、新たにJOAY-DTVが割り当てられる事になった[23]。

## オープニング
- オープニングシークエンスは昼の放送と夜の放送の1日、2回放送された。また、月曜日 - 土曜日と日曜日の2バージョンがあった[24]。
- 【月曜日 - 土曜日バージョン】放送開始の30分ほど前に、テストパターン コンサート形式で開始。テストパターン開始の際は生で、ステーションIDが放送された。レコード演奏曲目は新聞各紙のテレビ欄で、簡単に告知されていた。このバージョンでは、いわゆる「猫」バージョンのテストパターンが使われた。

オープニングシークエンスに入る直前、ID画面となり「JOBX-TV、大阪テレビ放送です」。または「JOBX-TV、チャネル・シックス、大阪テレビ放送です」のIDが入り、服部良一作曲の「OTVシグナルミュージック」の演奏が始まる。演奏はオーケストラによるもの。
演奏が始まると同時に、猫の顔を置いたネットワークサインの映像となる。やがて猫の顔がアップになり、OTVロゴの画面となる。カメラがロゴの中心に寄っていくと、ロゴの猫の目の奥に、スタジオが見えてくる（その部分が打ち抜かれている）。ぎりぎりまで寄り切って打ち抜いた所から、スタジオを除いた映像となり、番組「オープニング ミュージック」の演奏者が、スタジオに入ってきた所でオープニング曲が終わり、Duoによるジャズの生演奏となる。この部分は日替わりの15分程の「オープニング メロディ」。
2台のカメラで、演奏者を自由に捉え、曲の展開に合わせ、アドリブで動いてゆくという画期的な音楽番組だった。
平日の放送開始は以上のプロセスを経て「毎日2回、完全に生放送」で行われていた。そのため、オープニングの映像は残っていない。
- 【日曜日】日曜日は中心部が、数字の「6」のテストパターン[25]が使われ、テストパターン コンサートとID画像、アナウンスだけの簡単な放送開始だった。「オープニングメロディ」はなかった。
- 『OTVシグナルミュージック』は服部良一の作曲。1990年（平成2年）、坂本龍一の曲に変更されるまで、朝日放送テレビのオープニングとして使用した[26]。2014年（平成26年）8月からは朝日放送ラジオ（ABCラジオ）で月曜早朝に放送されるオープニングにOTVシグナルミュージックが「ABCのテーマ」[27]のタイトルで用いられている[28]。

## クロージング
当時、放送終了の番組は『あしたのお天気』という天気予報の番組で、翌日の京阪神地方の天気予報と、翌日に放送される番組の予告を字幕で表示し、その後コールサインと、テストパターンが画面からズームダウンするものと、中之島の夜景からネオンが消えていく様子の映像の2つのパターンがあったという。

## 放送施設・送信所
JOBX-TV
- 生駒山 6ch
  - 生駒山テレビ・FM送信所も参照のこと。
  - 1階は近畿日本鉄道（近鉄）経営の展望カフェであった。送信所用地買収の際の条件として近鉄に無償で提供された[30]。
  - 送信所は1978年に南へ150m移転したが、現在は居抜きで生駒山上遊園地のエキサイティングゲームコーナーとして使われている。
  - 中継局は設けられなかったため、当時のサービスエリアは大阪府のほぼ大多数の地域を含む京阪神、奈良盆地などごく限られた地域だけだった。
  - このチャンネルを朝日放送が継承。地上デジタルテレビ放送の開始（2003年12月1日）後も、チャンネル番号の「6」をリモコンキーIDに設定した。地上アナログテレビ放送の完全停波（2011年7月24日）・朝日放送テレビの設立（2018年4月1日）後も、同局による地上デジタルテレビ放送のリモコンキーIDに「6」を使用。

## 主な番組

### OTV制作
※ABC-OTV、ABCテレビに継承された番組を含む。
★は1959年3月以降、毎日放送に移行された番組
●は1958年8月以前に、東京地区において、日本テレビで放送された番組
◎は1958年8月以前に、東京地区において、ラジオ東京で放送された番組
- OTVニュース（正午、夕方、最終の3回。独自取材によるフィルムニュース。東京発のニュースについてはラジオ東京の「東京テレニュース」の素材を使用していた）
- 経済座談会（のちに「経済サロン」「日曜サロン」）
- カメラルポ・お料理訪問
- テレビページェント「良弁杉」
- LMS珍道中
- M・レグーレス演奏会
- OTVジャズ
- OTVスポーツ・ファンシート
- ダイハツスポーツウイークリー
- ダイハツスポーツニュース
- OTV週間世界ニュース
- アトラス地球を回る
- アルバム・京都の庭
- いけばな教室
- いこいのリズム
- うちのお父ちゃん
- おさん茂兵衛
- おとぎ劇場
- おにいちゃん
- おはこうら表
- おやつコンクール
- おやつ教室
- オリンピックニュース
- お好み浪花寄席
- お笑い劇場
- お笑い日の丸劇場
- お遊び学級
- お料理サロン
- オープニングメロディ
- オープニングリサイタル
- オールスター歌合戦
- カゴメ劇場・母の肖像〜朝の花々より
- かしまし三人娘
- カリフォルニア大学グリークラブ特別演奏会
- きのうきょう
- クリスマスミサ中継
- こどもスリラー・奇妙な足跡
- こどものお国
- ゴルフ学校
- コント千一夜
- サンデー家庭ニュース
- 三協グッドナイト・ショウ
- シラレン国
- シンちゃんの漫画劇場
- スポーツアルバム
- スポーツクラブ
- スポーツニュース
- スポーツの窓
- スポーツよもやま話
- スポーツ座談
- せむしの子馬（ドラマ）
- ソール・アチャラカ劇場
- ダイハツコメディ・やりくりアパート
- ダイラケのびっくり捕物帳
- ちんどん屋の天使
- デザインルーム
- テレビガイド
- テレビロケーション
- テレビ紙芝居「6助がんばれ」
- はなしの社会科
- パリの秘密
- バレエひなまつり
- フィルムパンフレット・これがOTVだ
- プロ野球監督放談
- プロ野球展望
- プロ野球練習風景
- プロ野球炉辺放談
- ポケットスリラー
- ポケット劇場・小さいお嫁さん
- ホームニュース
- ポーラ婦人ニュース（OTV版）
- ミナロン ドリーム・サロン
- ミナロン ドリームサロン
- ミュージイ絵本
- ミュージカルショー「チャンネルNo6」
- モスクワボリショイサーカス中継
- ゆかた祭テレビショー
- ユーモア航路
- リズム絵あそび
- ロンドン東京5万キロドライブ
- わが家の正月料理
- わが家は楽し
- わが母校・わが故郷
- 一曲どうぞ
- 奥様こんにちわ
- 奥様は嘘がお好き
- 夏の高校野球特集座談会
- 歌のスケッチ
- 歌のハイライト
- 花のファンタジー
- 海外トピックス
- 海外ニュース特集
- 街頭中継「街の景気はどうですか」
- 各地の終盤戦
- 閣僚挨拶
- 閣僚年頭の辞
- 関西財界大いに語る[32]
- 岸総理に聞く
- 近鉄パールアワー
  - あまから父さん
  - おっさん人生
  - これからの人生
  - のんきな一族
  - 何月何日何曜日
- 憩いのリズム
- 桂離宮
- 経済サロン
- 経済座談会
- 月と子供
- 言わぬが花
- 呼出符号L
- 五月場所を前に
- 五輪大会ニュース
- 幸せはどこに
- 皇太子の冒険
- 座談会
- 阪神ファン大いに語る
- 産業教室
- 私の処女票
- 実況ルポ・製油所を訪ねて「和歌山県下津精油所」
- 実況中継「十日戎」
- 実況中継「生きている時計展」
- 実況中継「日本国際見本市中継」
- 実況中継「入学して一カ月」
- 小唄教室
- 少年探偵シリーズ
- 冗談ミュージカル「佐々ちゃんのあの手この手」
- 新版大阪五人娘
- 生花教室
- 生活科学教室
- 青春のやまびこ
- 赤胴鈴之助
- 川上のぼるリサイタル
- 選挙と政治
- 選挙を汚すもの
- 大丸ミュージカル・ショーウインドー
- 大阪キューバンボーイズショー
- 大阪の顔
- 大阪まつり
- 卓球教室
- 誕生日十二月一日
- 団子串助漫遊記
- 仲よしニュース
- 仲よし音楽会
- 蝶々のしゃぼん玉人生
- 蝶々雄二の新春女中日記
- 電気のABC
- 東芝日曜劇場
  - 「かんてき長屋」
  - 「ビルの谷間」
  - 「写楽の大首」
  - 「舞踊劇・素襖落」
  - 「母の断層」
- 動物園のおともだち
- 道頓堀アワー
- バスカチーフ潜航記・深海を探る
- 二つの椅子
- 日づけ豆辞典
- 日曜サロン
- 日曜マンガ劇場
- 日曜漫画
- 日立劇場・宇野信夫ドラマ
- 年を越す課題
- 納涼お笑い
- 白い桟橋（NTVとの共同）
- 不思議の国のおじさん
- 婦人スクール
- 富士山頂からテレビ実況中継
- 舞踊テレビ史
- 部長刑事
- 噴煙
- 聞いてみよう見てみよう
- 平岡洋一木琴独奏
- 平凡・芸能ニュース
- 母の肖像
- 宝塚おとぎ劇場
- 宝塚ファンコンテスト
- 宝塚歌劇中継
- 名探偵ルコック
- 木下サーカスショー
- 木枯らしの女
- 野球教室（阪神提供）
- 料理サロン
- 料理教室
- 料理手帳
- 話題のアルバム
- 崑さんの日曜漫画
- 邁進する鉄鋼産業
- 都おどり中継（祇園甲部）
- 京だより
- 京阪ゼスチャーゲーム
- 京阪テレビカー
  - 「がんこ親爺」
  - 「コメディ・宇宙人登場」
  - 「コメディ・鬼の国」
  - 「ドラマ・玉子酒」
  - 「ぼたもち」
  - 「音楽バラエティ・キューバの恋人たち」
  - 「歌時計」
  - 「泣きべそ天使」
  - 「純情家族」
  - 「少年航路」
  - 「恋愛心得帳」
  - 「路地の雨」
- 京阪神を結ぶ三元放送
- 京都の庭
- 京都祇園歌舞練場中継
- 時の眼
- 時の眼特集
- ソール・アチャラカ劇場
- 米国のXマス
- ★選抜高等学校野球大会中継（1957年 - 1958年）
- 全国高校野球選手権大会中継（1957年 - 1958年）
※高校野球については、この2年間は春・夏を通して大阪テレビが民放テレビ独占での放送だった。1959年からは春はMBSテレビ、夏はABCテレビに継承されている。
- ●大阪の顔（初めてCBC、NTVでネットされた連続ドラマ）
- ●(1958年3月まで)、◎（同以降）ナショナル日曜観劇会

### 大阪テレビフィルム（OTVF）制作
- 家庭百科（くらしの泉の事実上の前身にあたる）
- 日づけ豆辞典

### ラジオ東京（現在：TBS）制作
- 東芝日曜劇場[33]
- ナショナル ゴールデン・アワー[34]
- スーパーマン
- 月光仮面
- サンヨーテレビ劇場
  - 私は貝になりたい
- 日真名氏飛び出す
- わが輩ははなばな氏
- 映画の窓
- エノケンの孫悟空
- あんみつ姫
- カクテルサロン
- ありちゃんのおかっぱ侍
- SKDテレビパレード
- テレビぴよぴよ大学
- ファッションミュージック
- リボンとまないた
- ロッテ 歌のアルバム
- 歌う青春列車
- 歌のパレード
- 金語楼劇場「おトラさん」
- 街のチャンピオン
- 島倉千代子ショー
- 愉快な週刊誌
- アイ・ラブ・亭主
- プロ野球中継[35]
- 朝日新聞ニュース[36]
- ★毎日新聞ニュース

### 日本テレビ制作
（読売テレビ開局まで）
- ほろにがショー 何でもやりまショー
- 山一名作劇場
- ニッケジャズパレード
- ミユキ野球教室
- OK横丁に集まれ
- ダイヤル110番
- 日本プロレス中継
- プロ野球中継[37]
- 大相撲中継
- ジャングルジム
- 花王ワンダフルクイズ
- 三共ゼスチュアクイズ
- ポポンタイム この人を
- タカラお料理手帳
- 名犬リンチンチン
- 悦ちゃん
- シャープ劇場 のり平 千夜一夜 → のり平 喜劇教室
- シャープ劇場 あしたは日曜日
- 轟先生[38]

## 大阪テレビ放送についての資料文献
- 「まぼろしの大阪テレビ: 1000日の空中博覧会 全番組表集成 」（編著：川崎隆章） ISBN 4862492711 2016年10月・東方出版 518ページ

大阪テレビ放送開局前後から、ABC・MBSに分離されるまでの約2年半にわたる大阪テレビ放送の全番組表を収録するとともに、関係者へのインタビューや資料などを掲載したもの